# Сэмэшеску, Истратие
Истратие Сэмэшеску (рум. Istratie Sămășescu; первая половина XIX века — вторая половина XIX века) — румынский военный, политический  и государственный деятель, министр национальной обороны Объединённого княжества Валахии и Молдавии (17 апреля 1861 — 10 июля 1861 года).
Профессиональный военный. С 29 января 1860 по 29 мая 1860 года в звании майора был начальником Генерального штаба румынской армии.
В 1859 году принимал участие в объединении Дунайских княжеств.
В правительстве Анастасие Пану в чине полковника занимал должность министра обороны Объединённого княжества Валахии и Молдавии (1861).